# Злоупотреба с право
Злоупотребата с право е упражняване на субективно право от лице, следствие на което се засяга неправомерно чужда правна сфера.
Злоупотребата с право не е правонарушение, а действие по правна норма в разрез с изискванията на фактическия контекст, като основание за упражняване на субективното право. Злоупотребата с право е упражняване на правото в противоречие с неговото предназначение.
От гледна точка на социологията на правото, злоупотребата с право е излизане извън границите на субективното право по отношение на позволено и допустимо поведение или на социалната свобода. Злоупотреба с право имаме и когато злоупотребилия няма вина.
Теорията на правото разграничава две теории за същността на злоупотребата с право:
- субективна злоупотреба с правото има ако субективното право се упражнява с цел да се навреди някому и
- обективна злоупотреба с правото има, когато субективното право се упражнява противно на неговата социална функция, а не за задоволяване на определен признат от закона интерес.

Правният институт на злоупотребата с право в облигационното право е уреден в Закона за задълженията и договорите в българското законодателство.